# Amiche all'improvviso
Amiche all'improvviso (The time of their lives) è un film del 2017 diretto da Roger Goldby. Ha come interpreti principali Joan Collins e Pauline Collins.

## Trama
Helen, una diva ormai dimenticata, decide di lasciare la casa di riposo dove risiede e partire per la Francia per presenziare al funerale di un famoso regista suo ex amante, nella speranza di avere qualche nuovo contatto per un nuovo lavoro. Durante la fuga si fa aiutare da Priscilla, una donna repressa e sottomessa al marito che in questo viaggio vede forse la possibilità di sentirsi libera.
Nonostante non abbiano abbastanza soldi e documenti riescono ad attraversaer la Manica e raggiungere l'ile-de-Re in tempo per il funerale, grazie anche all'aiuto di Alberto un facoltoso artista italiano. 
Grazie a questo viaggio entrambe trovano una nuova forza per affrontare problemi e segreti che le avevano incatenate finora.